# 錬金術師 (小説)
『錬金術師』(れんきんじゅつし、英語: The Alchemist) は、ハワード・フィリップス・ラヴクラフトによる小説である。1908年に執筆されたラヴクラフトの最初期の作品のひとつで、同人誌『ユナイテッド・アマチュア』1916年11月号で発表された。
老齢となった主人公が、自身がかつて体験した出来事について語るという体裁の短編怪奇小説である。

## あらすじ
主人公アントワーヌはフランスの古城に住む、とある伯爵家の最後の当主である。彼の住む城は以前はフランス屈指の強固な要塞として勇名を馳せたが、時代の移り変わりと共に伯爵家は衰退し、城も老朽化の一途をたどっていた。
アントワーヌの家系には奇妙な呪いが掛けられていた。家督を継いだ男性は、32歳になると必ず命を落とすのである。アントワーヌの父親も彼が生まれる直前にこの呪いによると思われる事故で亡くなり、母親もアントワーヌを生んですぐに亡くなったため、彼は老執事ピエールに育てられた。
呪いの由来は13世紀に遡る。当時、城下にミシェルという老人と、その息子シャルルが住んでいたが、彼等は黒魔術や錬金術の秘術に精通した魔術師として周囲の人々に恐れられていた。ある夜、城主アンリ伯爵の息子であるゴドフリが行方不明となり、捜索隊がミシェルの家に踏み込み、逆上したアンリ伯爵がミシェルを締め上げて問い詰めるうち、ミシェルは命を落としたのである。するうち、ゴドフリは城内で発見されたと報告があったが時すでに遅く、捜索隊が引き上げる途中で森の中から現れたシャルルと出会った。シャルルは伯爵に向かって、
「汝、殺人者の家系の者、今後誰一人、汝よりも長く生きる事無し」
と呪いの言葉を吐き、持っていた小瓶を伯爵に投げつけて姿を消した。小瓶の液体を浴びたアンリ伯爵は命を落とし、シャルルの追跡が行われたが行方はわからなかった。
その後、月日の流れと共にこの出来事も忘れられ、伯爵家を継いだゴドフリが狩りの最中に流れ矢に当たり32歳の若さで命を落とした時にも、呪いのことを思い出す者はいなかった。しかし、次の当主ロベール伯爵が同じく32歳の若さで亡くなったとき、人々は不審な偶然に気付いたのである。こうして以後、数世紀にわたり呪いは継続し、当主はその年齢に達するとなんらかの理由で亡くなっていった。
アントワーヌがこの呪いのことをピエールに教えられ、記録に目を通したのは21歳になった時であった。アントワーヌは魔術書や錬金術の本、古い資料などを読み、呪いや魔術について調べたが、いかなる方法で呪いを解けるのかもわからず、またシャルルには子孫もいないらしいことがわかった。そして彼は、呪いを断ち切るべく結婚しないことを決めたのである。
アントワーヌが30歳のときに老執事ピエールが亡くなり、天涯孤独となった彼は、その時間の多くを古い城内の探求に当てて過ごした。彼の人生ももう残り少ないであろうと思われるようになったある日、彼は今まで行ったことの無い城の地下の深部に足を踏み入れ、そこで不気味な老人と遭遇した。非常に痩せて色白で、極めて長いあごひげを蓄えており、落ち窪んだ目には叡智と共に邪悪さが感じられた。
その老人は古いラテン語で伯爵系の家系の呪いについて語り出し、アントワーヌの死期が近いことを告げた。老人はさらに、彼の先祖である当主らの命が奪われたいきさつや、シャルルの研究していた錬金術の秘術である不老不死の霊薬のことなどについても話をした。そして老人は、かつてアンリ伯爵が亡くなった時のようにアントワーヌに小瓶を投げつけようとしたが、それを察したアントワーヌが持っていたたいまつを老人に投げつけると、老人は炎に包まれ恐ろしい叫び声を上げた。それを聞いたアントワーヌは恐怖のあまり気を失った。
気がついたアントワーヌが老人の隠れていたと思われる小部屋をのぞいてみると、そこは錬金術の研究室のような有様であった。老人はまだかすかに命があるようで、何事かを告げようとしていたがアントワーヌにははっきりと理解出来ず、この老人はいったい何者で、どのような経緯でシャルルの意思を継いで呪いを実行しようとしていたのかといぶかしんでいると、老人は最期の力を振り絞ってこう叫んだ。
「ばかものめ、私が何者かまだわからないのか。不老不死の霊薬について話しただろう。600年に渡って生き続け、呪いを実行したのはこの私だ。私はシャルルだ。」

## 背景・その他
- ラヴクラフトはこの作品を書いてから数年間、執筆活動をやめていた時期があった。後年語ったところでは、自分には才能が無いと思い、幼少期のいくつかの作品と『洞窟の獣』、『錬金術師』を除いて、それまでに書いたものはこの時に焼き捨てた、とのことである[2]。1917年に『錬金術師』をウィリアム・ポール・クック（英語版）に見せたところ好意的な感想を得られたことがきっかけで、ラヴクラフトは創作活動を再開した[3]。
- アメリカのロックバンド『ブルー・オイスター・カルト』が2020年に発表したアルバムの中の『The Alchemist』という曲は、本作に登場する悪役シャルルの視点で歌詞が書かれている。

## 収録
- 国書刊行会『定本ラヴクラフト全集1』矢野浩三郎監訳／佐藤嗣二訳 『錬金術師』
- 創土社『ラヴクラフト小説全集01』荒俣宏訳 『錬金術師』
- 角川ホラー文庫『ラヴクラフト恐怖の宇宙史』荒俣宏訳 『錬金術師』
- 創元推理文庫『ラヴクラフト全集7』大瀧啓裕訳 『錬金術師』